# Euphorbia berthelotii
Euphorbia berthelotii là một loài thực vật có hoa trong họ Đại kích. Loài này được Bolle ex Boiss. mô tả khoa học đầu tiên năm 1862.

## Hình ảnh

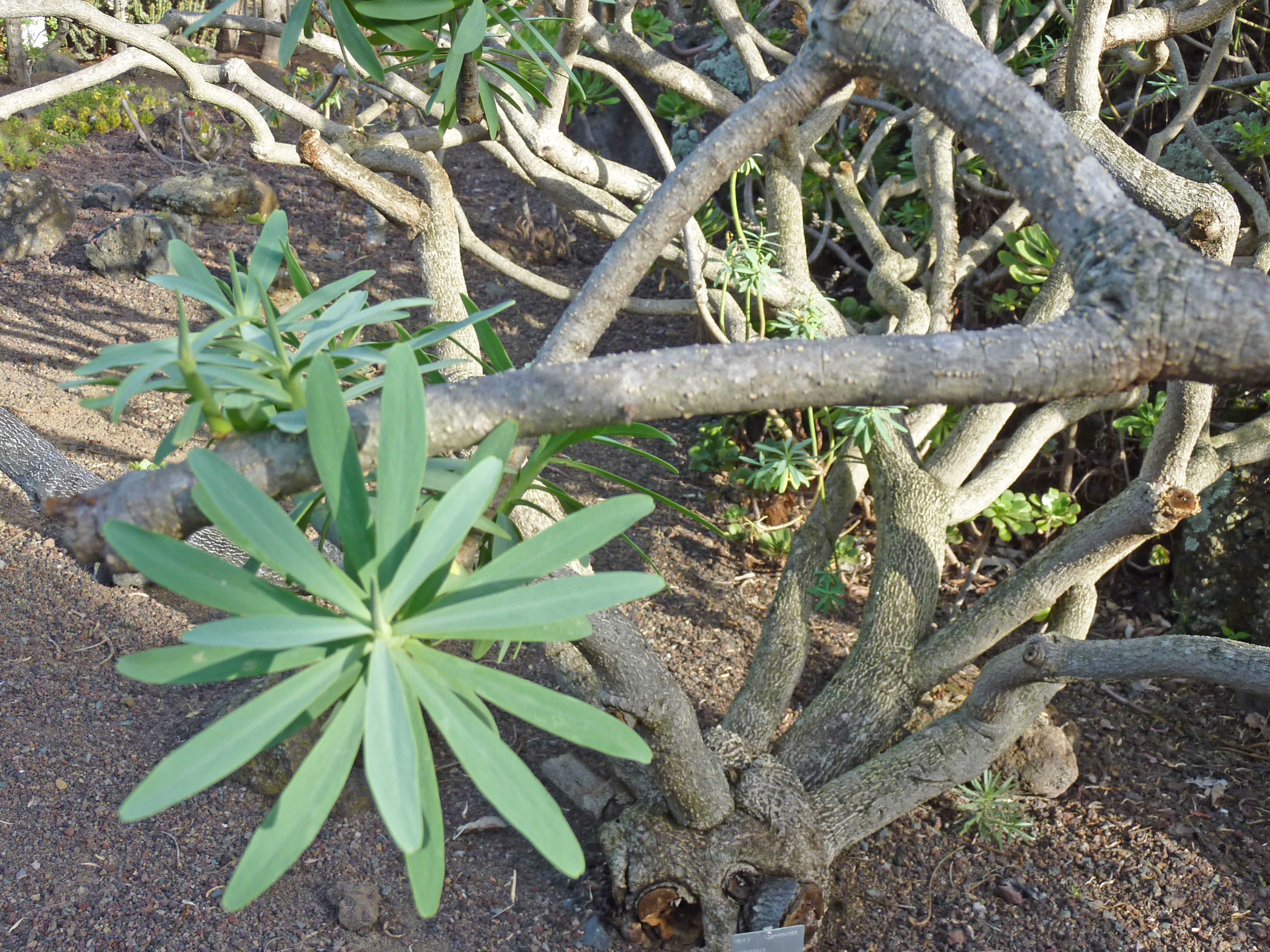
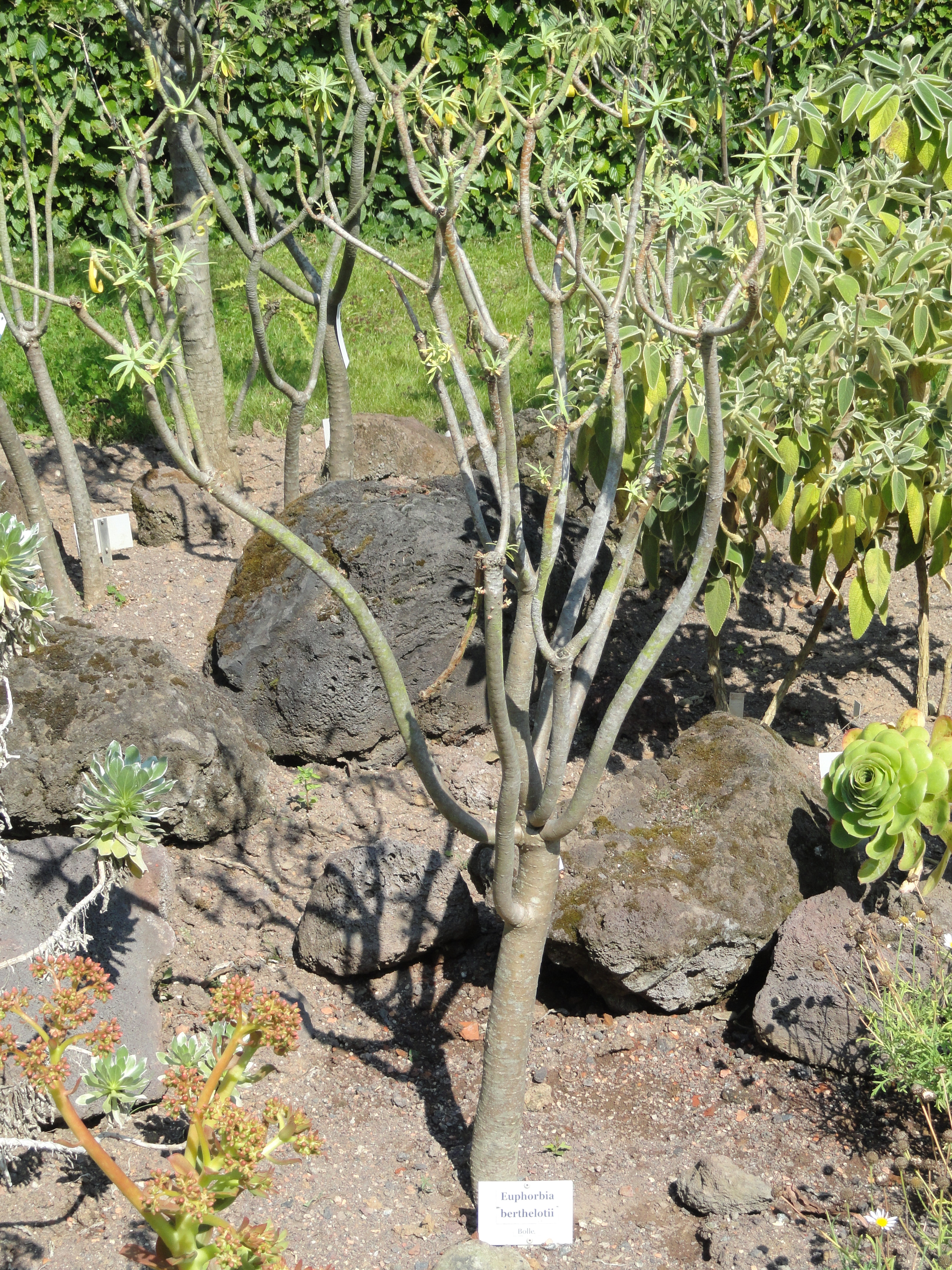
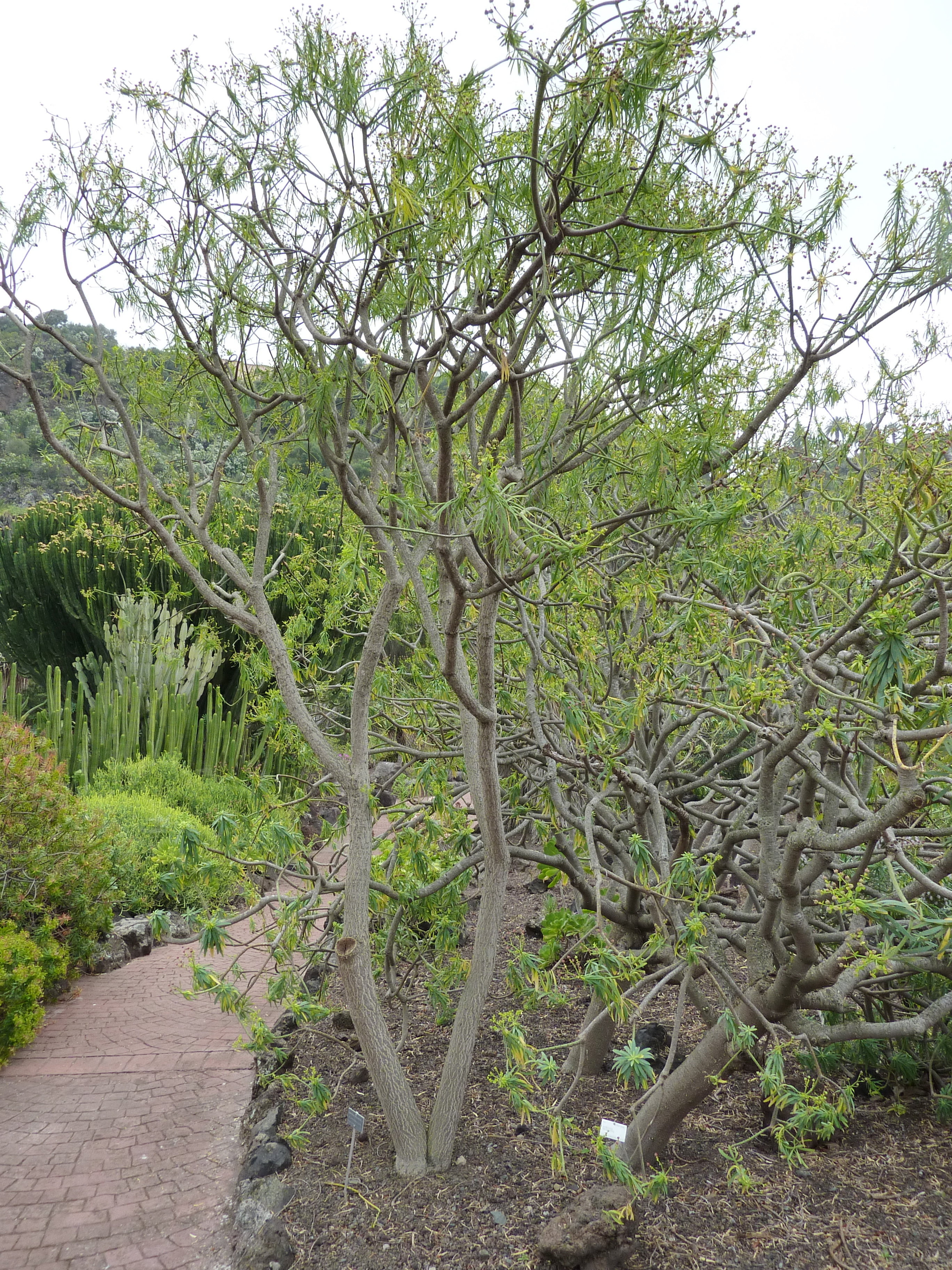